# Centaurea croatica
Centaurea croatica là một loài thực vật có hoa trong họ Cúc. Loài này được J.Wagner & Degen mô tả khoa học đầu tiên năm 1909.